# Текстильные джунгли
«Текстильные джунгли» (англ. The Garment Jungle) — фильм нуар режиссёров Винсента Шермана и Роберта Олдрича, который вышел на экраны в 1957 году.
Фильм рассказывает о молодом ветеране Корейской войны Алане Митчелле (Кервин Мэтьюз), который устраивается в нью-йоркскую фирму своего отца, Уолтера (Ли Джей Кобб), которая занимается пошивом готовой женской одежды. Отец категорически против создания профсоюзной организации на фирме, используя для защиты своих интересов преступную организацию во главе с Арти Рэвиджем (Ричард Бун). После двух убийств сторонников профсоюзов, Алан а затем и Уолтер встают на сторону профсоюзов, после чего Рэвидж убивает Уолтера и пытается подмять фирму под себя, однако его арестовывает полиция на основании улик, собранных Аланом.
Наряду с фильмом «В порту» (1954) эта картина называется в числе самых известных голливудских фильмов, посвященных теме профсоюзного движения в США.
Ближе к концу съёмок режиссёр Роберт Олдрич из-за творческих разногласий с руководством студии и ведущими актёрами покинул проект, и картину заканчивал Винсент Шерман.
Критики в основном положительно оценивают картину, отмечая удачную разработку социальной тематики и её захватывающий характер, а также сильную актёрскую игру, особенно, Ли Джей Кобба.

## Сюжет
Компания по пошиву готовой женской одежды «Рокстон Фэшнс» расположена в так называемом Швейном квартале Нью-Йорка. Ей управляет Уолтер Митчелл (Ли Джей Кобб), который прошёл путь от рядового сотрудника до владельца компании. Младший партнёр Уолтера по бизнесу и главный дизайнер компании Фред Кеннер (Роберт Элленштейн) уговаривает его разрешить их работникам вступить в профсоюз, однако Уолтер категорически возражает, заявляя, что это нанесёт ущерб бизнесу. После разговора Кеннер садится в лифт, рядом с которым работает механик (Уэсли Эдди). Лифт вместе с Кеннером неожиданно срывается и летит вниз, а дизайнер разбивается насмерть. В день похорон в город после трёхлетнего отсутствия возвращается ветеран Корейской войны, сын Уолтера по имени Алан (Кервин Мэтьюз), заставая дома отца, расстроенного гибелью коллеги и друга. Алан собирается работать в фирме отца, однако Уолтер отговаривает его, говоря, что это очень тяжёлый и грязный бизнес. Вскоре приходит возлюбленная отца Ли Хэккетт (Валери Френч), которая является успешным байером с богатой клиентурой. Втроём они отправляются в ресторан, обсуждая новость, что Кеннера могли убить из-за его позиции по профсоюзам. Ли, которая доброжелательно настроена к Алану, убеждает Уолтера взять сына в свою фирму. На следующее утро по поручению Уолтера его начальник производства Тони (Харольд Джей Стоун) устраивает для Алана ознакомительную экскурсию по предприятию, показывая зал для демонстрации одежды, гримёрки манекенщиц, а также швейные цеха и складские помещения. Когда в швейном цехе рабочие начинают жаловаться на низкую зарплату, Тони угрожает уволить всех недовольных. В этот момент в цех заходит профсоюзный активист Тулио Рената (Роберт Лоджиа), который предлагает руководству провести переговоры по условиям труда сотрудников, однако появившийся Уолтер выгоняет его. Тулио обвиняет Уолтера в том, что тот платит деньги Арти Рэвиджу (Ричард Бун), главарю преступной организации «Край», чтобы тот подавлял профсоюзную деятельность на предприятиях. По его словам, бандиты Рэвиджа убили Кеннера, умышленно подстроив аварию лифта. Когда из своего кабинета Уолтер звонит Рэвиджу, чтобы проверить эту информацию, в кабинет последнего входит мистер Пол, тот самый «механик у лифта», который оказывается ближайшим подручным главаря «Края». Тем не менее, Рэвидж категорически отрицает свою причастность к убийству, утверждая, что только защищает интересы Уолтера. Решив самостоятельно разобраться в ситуации, Алан направляется в дом профсоюзов, где находит Тулио, после чего знакомится с его очаровательной женой Терезой (Джиа Скала), которая занимается танцами и одновременно сидит со своей маленькой дочкой Марией. Поначалу Тулио не хочет общаться с «сыном хозяина», но затем, почувствовав искреннее желание Алана разобраться в деле, рассказывает ему о влиятельной организации «Край», которая вымогает деньги у предпринимателей якобы для их защиты, и борется с профсоюзами в швейной промышленности. Тереза рассказывает, что Тулио уже звонили с угрозами, чтобы он не совался в «Рокстон». Однако Алан не верит, что отец может быть замешан в убийстве, особенно, Кеннера, который был его другом. После этого разговора Тулио отправляется на закрытое собрание профсоюзных активистов, где руководитель местной профсоюзной организации швейной промышленности Бронсон (Уиллис Бучи) ставит задачу охватить профсоюзами оставшиеся 10 % предприятий Швейного квартала. В этот момент прямо на собрание врываются люди Рэвиджа во главе с мистером Полом, которые начинают запугивать профсоюзных активистов, угрожая им расправой. Тулио догадывается, что в их рядах есть доносчик, который уведомил Рэвиджа о собрании, после чего набрасывается на мистера Пола. Однако вооружённые люди из «Края» избивают сначала его, а затем и Бронсона. На следующий день в Швейном квартале проходит массовая демонстрация работников в защиту своих прав, однако Рэвидж успокаивает Уолтера, что ему нечего беспокоиться и он защитит его от профсоюзов. В кабинет Уолтера заходит Алан, лично знакомясь с Рэвиджем, который объясняет, что его задача — только обеспечивать защиту фирме. Когда Алан приглашает в кабинет избитого Тулио, тот набрасывается на Рэвиджа. Уолтер отказывает верить в преступный характер деятельности Рэвиджа и выгоняет Тулио, после чего Алан заявляет, что тогда он присоединяется к демонстрации рабочих.
Тем временем профсоюзы решают устроить вокруг «Рокстона» круглосуточный пикет, призывая водителей грузовиков присоединиться к бойкоту предприятия. В ночной пикет к воротам фабрики выходит Тулио с четырьмя своими соратниками. Алан также приходит к пикетирующим, а затем появляется и Тереза, которая опасается за жизнь мужа. Тулио уговаривает Алана отвезти Терезу домой к ребёнку, однако едва отъехав, они выходят из такси, ожидая развития событий в ближайшем баре. Тереза рассказывает, что Тулио отлично зарабатывает, но постоянно рискует жизнью ради других. По всей видимости, его вдохновил на это недавно умерший отец, который всю жизнь боролся за справедливость. После этих слов Алан испытывает вину, что пошёл против отца. Тем временем к воротам «Рокстона» подъезжает грузовик, из которого выходит мистер Пол с целой командой головорезов. Трое из пикетчиков оказываются предателями и хватают Тулио за руки, после чего бандиты начинают его избивать, а Пол бьёт его ножом в грудь. За этой сценой, спрятавшись за стеной, наблюдает пятый пикетчик по имени Джордж Кован (Джозеф Уайзмен). После того, как бандиты уезжают, он бежит в бар, чтобы сообщить Алану и Терезе о происшедшем. Тереза подбегает к мужу, который умирает у неё на руках. На следующее утро в газетах сообщается о гибели профсоюзного активиста, а Уолтера вызывают в полицию. Вернувшись в офис, он связывается с Рэвиджем, который утверждает, что Тулио первым достал нож, после чего кто-то в суматохе убил его в порядке самозащиты. В день похорон Тулио рабочие всех швейных фабрик в районе отправляются на службу в церковь, чтобы почтить память человека, который отдал жизнь за права рабочих, а также выразить свой протест против убийства. На похоронах со страстной речью выступает Бронсон, призывая всех оставаться верными памяти Тулио и продолжать борьбу за свои права.
Тереза не в состоянии оставаться в профсоюзной квартире, так как в ней всё напоминает о Тулио. Несмотря на то, что профсоюзы освобождают её от квартплаты, дают работу и берут на себя заботу о сыне, она отказывается и переезжает к матери Тулио в небольшую квартиру в бедном квартале Нью-Йорка. Алан предлагает ей свою помощь, но она отказывается. В этот момент появляется Ковак, которого мучает совесть, честно рассказывая о том, как не нашёл в себе силы прийти на помощь Тулио. Он также сообщает, что остальные трое пикетчиков оказались предателями. На следующий день газеты сообщают, что в деле об убийстве Тулио появился важный свидетель. Рэвидж поручает своим подручным разобраться с Коваком, напоминая им, что у того есть жена и дети. Вскоре дело закрывают в связи с тем, что Ковак отказывается от своих показаний. Алан заявляет отцу в том, что он платит деньги Рэвиджу, который убил Тулио, однако Уолтер отвечает, что против Рэвиджа нет доказательств. Алан обвиняет отца в том, что тот стал таким же как Рэвидж, после чего получает от отца пощёчину. Лишь пришедшей Ли удаётся остановить ссору, после чего Алан направляется в цех. Увидев там за работой трёх пикетчиков, которые предали Тулио, он немедленно их увольняет. Вскоре Уолтер приходит к Рэвиджу, который требует восстановить трёх уволенных, так как обещал им своё покровительство. Рэвидж говорит, что уже 15 лет защищает фирму Уолтера, и тот никогда не интересовался, какими средствами это делается, а только получал прибыль. В данном случае, по словам главаря «Края», у него не было другого способа остановить Тулио. Затем Рэвидж категорически заявляет, что рабочие должны быть снова взяты на работу, а Алан уволен, на что Уолтер отвечает, что пока ещё это его бизнес и он сам будет решать, что ему делать. Вернувшись в свой кабинет, Уолтер говорит Алану, что теперь они остались вдвоём. Он рассказывает, что Рэвидж и его команда давно занимались вымогательством под видом защиты, и он им платил. Однако у Уолтера все выплаты Рэвиджу зафиксированы в бухгалтерских книгах, которые хранятся в надёжном месте, и теперь он собирается передать их окружному прокурору. В этих документах достаточно улик, чтобы выдвинуть против Рэвиджа обвинения. Далее он предлагает сыну начать всё с чистого листа и обещает начать переговоры с профсоюзами. Отец и сын примиряются и обнимаются. Уолтер предлагает поужинать вместе, Алан рад этому и просит разрешить прийти вместе с Терезой. После ухода Алана Уолтер звонит Ли и делает ей предложение, предлагая встретиться через полчаса. Тем временем, пока Алан из своего кабинета звонит Терезе, он слышит звук выстрела. Прибежав в цех, он находит там застреленного отца. На похоронах Ли сообщает Алану в присутствии Терезы, что документы, о которых говорил Уолтер, находятся у неё, и она передаст их ему завтра утром. Алан отвозит Терезу домой. Около дома бандиты Рэвиджа бросают к их ногам детские туфельки, говоря, что если Алан не остановится, то в следующий раз это будут детские ноги. Встревоженная Тереза бежит в квартиру, однако дочь оказывается в порядке с бабушкой. Поднявшийся вслед за ней Алан видит в окно, что бандиты установили за домом наблюдение и не позволят им выйти на улицу. Алан обещает остаться с Терезой на всю ночь. По телефону неизвестный угрожает Ли изуродовать ей лицо, если она будет лезть в дело Уолтера. Тем не менее на следующее утро курьер от Ли под видом молочника доставляет Алану бухгалтерские записи Уолтера. В доме, где живёт Тереза нет телефонов, и потому они не могут вызвать полицию. Алан решает пойти на рискованный шаг. Он выходит на улицу, где его тут же хватают люди Рэвиджа, заталкивают в машину и отвозят к своему боссу. Тем временем Тереза, переложив бухгалтерские книги Уолтера в хозяйственную сумку, выходит на улицу, чтобы отнести их прокурору. Однако один из подручных Рэвиджа, который остался у дома, замечает её. Тереза быстро бежит обратно в квартиру, однако бандит преследует её по лестнице. Через окно в кухне Тереза выбирается на крышу дома, и по крышам близлежащих домов скрывается от преследования. Алана доставляют в «Рокстон», где за директорским креслом его отца сидит Рэвидж. Чувствуя себя хозяином фирмы, он заявляет Алану, что его отец платил ему 2000 долларов в неделю, а теперь Алан будет отдавать ему 50 % прибыли и без всяких профсоюзов. Однако Алан заявляет, что не подчинится ему, и что у него есть бухгалтерские записи отца, которые позволят засадить Рэвиджа за вымогательство лет на десять. А если будет доказано участие в убийствах, то ему грозит электрический стул. Рэвидж бьёт Алана, требуя отдать книги, между мужчинами начинается драка. Несмотря на жестокое избиение, Алан продолжает молчать. В этот момент в кабинете появляется Тереза вместе с полицией, которая арестовывает Рэвиджа. Когда всё заканчивается, Тереза, Ли и Алан собираются вместе пойти на ужин, однако Тони вызывает Алана по срочным делам, так как теперь Алан руководит фирмой.

## В ролях
- Ли Дж. Кобб — Уолтер Митчелл
- Кервин Мэтьюз — Алан Митчелл
- Джиа Скала — Тереза Рената
- Ричард Бун — Арти Рэвидж
- Валери Френч — Ли Хаккетт
- Роберт Лоджиа — Тулио Рената
- Джозеф Уайзмен — Джордж Кован
- Харольд Джей Стоун — Тони
- Адам Уильямс — Окс
- Уэсли Эдди — мистер Пол
- Уиллис Бучи — Дейв Бронсон
- Роберт Элленштейн — Фред Кеннер
- Силия Ловски — мать Тулио

В титрах не указаны
- Лори Митчелл — модель
- Мэрилин Хэнолд[англ.] — модель
- Бетси Джонс-Морленд — секретарша
- Билл Вудсон — диктор-ведущий

## Создатели фильма и исполнители главных ролей
Роберт Олдрич более всего известен как продюсер и режиссёр таких значимых картин, как фильм нуар «Целуй меня насмерть» (1955), едкий нуар о голливудских нравах «Большой нож» (1955, Серебряный лев Венецианского кинофестиваля), психологическая драма «Что случилось с Бэби Джейн?» (1962, номинация за лучшую режиссуру Гильдии режиссёров Америки), приключенческая мелодрама «Полёт Феникса» (1965) и военный триллер «Грязная дюжина» (1967, только режиссёр).
Наиболее успешными картинами режиссёра Винсента Шермана были мелодрамы «Старый приятель» (1943) и «Мистер Скиффингтон» (1944) с Бетт Дейвис, фильмы нуар «Нора Прентисс» (1947) и «Неверная» (1947) с Энн Шеридан и «Проклятые не плачут» (1950) с Джоан Кроуфорд, а также социально-психологическая драма «Молодые филадельфийцы» (1958).
Ли Джей Кобб дважды номинировался на «Оскар» за лучшие роли второго плана в фильмах «Братья Карамазовы» (1958) и «В порту» (1954). Другими его наиболее известными картинами были фильмы нуар «Звонить Нортсайд 777» (1948), «Воровское шоссе» (1949), «Бумеранг!» (1950) и «Девушка с вечеринки» (1958), а также судебная драма «12 разгневанных мужчин» (1957).
Кервин Мэтьюз известен по фильму нуар «Пятеро против казино» (1955), а позднее по семейным приключенческим фильмам «Седьмое путешествие Синдбада» (1958), «Три мира Гулливера» (1960) и «Джек, победитель гигантов» (1962).

## История создания фильма
По информации историка кино Джеффа Стаффорда, фильм «основан на серии опубликованных в журнале Reader’s Digest статей Лестера Вили „Гангстеры в швейном бизнесе“. Сценарий написал Гарри Клейнер, который также стал продюсером картины». По мнению киноведа, сценарий «был довольно неоднозначным по причине использования отношений отца и сына для рассмотрения сложных вопросов морали и этики в деловом мире». Как пишет Стаффорд, «это был второй фильм по контракту на три фильма между режиссёром Робертом Олдричем и главой кинокомпании Columbia Гарри Коном (первым фильмом был „Осенние листья“ (1956))». По словам Олдрича, это была «первая про-рабочая картина», которая вышла в Голливуде, но путь от сценария до экрана оказался одним из самых проблемных в истории Columbia Pictures.
Как пишет Стаффорд, «почти с самого начала режиссёр и глава студии конфликтовали из-за подбора актёров, сценария и по другим вопросам. Хотя у Олдрича не было проблем с назначением на роли таких опытных актёров, как Ли Джей Кобб, Ричард Бун и Джозеф Уайзмен, однако он был против некоторых молодых актёров, которых навязывал ему Кон, особенно против открытий Columbia — Джии Скалы, Кервина Мэтьюза и Роберта Лоджии (который сыграл здесь свою первую крупную роль)».
Кроме того, по словам Стаффорда, фильм делался «под сильным внешним давлением со стороны заинтересованных сторон в Швейном квартале». Киновед Гленн Эриксон, в частности, пишет, что однажды «натурная съёмка в Нью-Йорке даже была прервана из-за угроз со стороны какого-то „опасного, но вежливого криминального типа“». Как продолжает Стаффорд, «в такой обстановке Кон определённо хотел, чтобы Олдрич сделал фильм, совершенно иным, чем задумал режиссёр». Глава студии хотел «смягчить наиболее жёсткие описания нелегального и коррумпированного бизнеса и разыграть роман в духе „мальчик встречает девочку на швейной фабрике“, где в центре внимания были бы Мэтьюз и Скала». Деннис Шварц также полагает, что «Олдрич был заменён на Винсента Шермана за неделю до завершения съёмочного периода за отказ смягчить жёсткий сценарий».
Кроме того, «ещё более осложняло ситуацию проблемное поведение Ли Джея Кобба на съёмочной площадке. Он был недоволен своей ролью производителя платья с тираническим характером, к тому же известного своими связями с синдикатом, уничтожающим профсоюзы. Кобб, вероятно, чувствовал, что его персонаж слишком похож на связанного с мафией профсоюзного босса, которого он сыграл в фильме „В порту“, и он хотел, чтобы в этой картине он выглядел бы „более героическим и не настолько жёстким“».
Как далее констатирует Стаффорд, «ничего не удалось разрешить ко всеобщему удовлетворению, и Олдрича в итоге уволили после того, как он пропустил один съёмочный день из-за простуды». Олдрич позднее предполагал, «что истинной причиной его увольнения было то, что Кон в конце концов понял, что Олдрич списал с него образ грубого, запугивающего босса киностудии в исполнении Рода Стайгера в своём фильме „Большой нож“ (1955)». Этой же версии придерживается и историк кино Гленн Эриксон, написавший, что «изначально режиссёром фильма был энергичный и независимый Олдрич», который двумя годами ранее спродюсировал и поставил фильм «Большой нож» (1955). В той картине Род Стейгер сыграл вульгарного и грубого главу киностудии Стэнли Хоффа, который, предположительно был списан с руководителя Columbia Гарри Кона. По мнению многих современных киноведов, «когда Кон осознал это, Columbia выставила Олдрича за дверь».
В качестве замены Олдричу был приведён Винсент Шерман, который, по словам Стаффорда, «первоначально думал, что его пригласили просто доснять несколько дополнительных сцен, пока Олдрич болел. Но вскоре на него стали давить, чтобы он взял на себя режиссуру полностью». Как написал Шерман в своей автобиографии «Моя жизнь кинорежиссёра», Кон спросил его, что он думает о черновом варианте картины, который сделал Олдрич. Шерман вспоминал: «Я отметил, что меня смущал персонаж Ли Кобба: если он знал, что его партнёра убил Бун и ничего по этому поводу не сделал, он чудовище и безнадёжен. Если же он не знал об этом и даже не подозревал Буна, то он глупец. На мгновение Кон замолчал, а затем неожиданно ударил по столу кулаком. „Я знал это!“ закричал он. „Я знал, что что-то не так с этой проклятой картиной. Вот в чём дело!“». Затем Кон спросил Шермана: «Сколько времени потребуется вам и Клейнеру, чтобы включить в сценарий то, о чём мы говорили, и чтобы пройтись по фильму с целью посмотреть, что надо переснять и что можно оставить?» Шерман попросил неделю, но ему дали три дня на подготовку изменений.
Как далее отмечает Стаффорд, «у Шермана также возникли проблемы с Коббом, которого он не видел с момента стычки по творческим вопросам несколько лет назад». Как написал Шерман, «в течение первых нескольких дней съёмок Кобб был любезен и отзывчив. Таков был и весь актёрский состав. Они вскоре поняли, чтобы мы просто пытаемся улучшить картину. Однако на тринадцатый и последний день съёмок Кобб не согласился с тем, что я попросил его сделать, и начал со мной спорить. Он противился всему, что я предлагал, приняв старую манеру поведения, но я боролся с ним и настаивал на том, чтобы он играл сцену так, как я хочу. В конце концов, он ушёл, даже не попрощавшись. Он повёл себя нехорошо однажды раньше и повторил это снова. Он был талантлив, но слишком упрям и переполнен чувством собственной значимости». В конце концов, за тринадцать дней Шерман «переснял почти 70 процентов того, что Олдрич снял за 31 день». По информации TV Guide, Олдрича заменили на Шермана за пять дней до окончания съёмочного графика, после чего съёмки продолжились ещё в течение 16 дней.
Как написал Эриксон, в своей книге «Что случилось с Робертом Олдричем?» Алан Силвер и Джеймс Урсини рассказывают свою версию создания фильма. Олдрич подготовил фильм и набрал актёров (среди них многих из тех, с кем он работал постоянно), но столкнулся с сопротивлением со стороны Кобба, которому не понравилось, как Олдрич «ужесточал» его персонажа, и съёмка не задалась. За пять дней до завершения съёмок Олдрич заболел, и его заменил Винсент Шерман — который занимался пересъёмками отдельных сцен в течение девяти дней, предположительно, смягчая персонаж Кобба. Шерман не хотел, чтобы его имя указывалось в титрах, но Кон поставил его всё равно". По информации TV Guide, Олдрич позднее говорил, что «он никогда не смотрел этот фильм, и не знает, какой объём его материала был снят заново».
После завершения работы над фильмом, по словам Шермана, «из Гильдии режиссёров поступило письмо, в котором говорилось, что Олдрич якобы заявил, что я вёл себя непрофессионально в отношении этого фильма. Я отправил в ответ длинный ответ, в подробностях объяснив всё, что происходило. Я не слышал более ничего ни от Олдрича, ни от Гильдии. Когда фильм вышел на экраны, я был удивлён, что в титрах было указано только моё имя».
Как пишет Стаффорд, «Олдрич, конечно, отрёкся от картины и даже не захотел её смотреть. Его нельзя за это винить, так как неудача с фильмом не дала ему возможности работать в Голливуде в течение многих лет». Он был вынужден работать в Европе, в частности, свой следующий фильм «Десять секунд в ад» (1959) он снял в Германии. Однако в начале 1960-х годов судьба оказалась благосклонна к Олдричу после коммерческого успеха фильма «Что случилось с Бэби Джейн?» (1962). Олдрич позднее сказал о своём тяжёлом опыте работы над этим фильмом: «Я очень любил Кона. Естественно, я думаю, что он был неправ, когда меня уволил, но дело не в этом. Я думаю, что он управлял замечательной студией… Он занимался деньгами, он занимался кино. Позднее мне представилась возможность примириться с ним — в плане другой работы — и я не пошёл на это. Я всегда об этом жалел».

## Оценка фильма критикой

### Общая оценка фильма
Как пишет Стаффорд, «после выхода на экраны фильм не привлёк особого внимания критики, а большинство рецензентов оценило его как фильм категории В». Вместе с тем, в рецензии «Нью-Йорк Таймс» было отмечено, что «пока она не впадает в стандартную гангстерскую ленту в последней трети, это мелодрама студии Columbia была самой беспощадной экранной оценкой швейного бизнеса на сегодняшний день». В рецензии отмечалось, что «откровенно едкая точка зрения фильма выражена через очень зрелищное вплетение натурных съёмок, откровенный и убедительный диалог, превосходную игру и часто блестящий сценарий». Рецензент также обратил внимание и то, что «большинство впечатляющей актёрской игры исходит от пары молодых новичков — Роберта Лоджии и Джии Скалы, нежной, но взрывной пары профсоюзных молодожёнов».
Современный историк кино Алан Силвер отметил, что сделанный «ближе к окончанию нуаровой эпохи, этот фильм сочетает традиционный образ безрадостного, познавшего жизнь человека с точной визуализацией Олдричем нуарового взгляда на жизнь». Спенсер Селби положительно оценил фильм, назвав его «поздним нуаром на социальную тематику в лучшем виде, который никогда не опускается по уровня назидательной риторики». Деннис Шварц оценил картину как «мощный фильм о влиянии рэкета в швейном бизнесе», далее написав, что «хотя фильм посвящён знакомой нуаровой теме рэкета, значительное усиление ему придаёт потрясающая игра Ли Джей Кобба в роли утерявшего контроль хозяина законного бизнеса, который заключил сделку с дьяволом и безжалостным мафиози. Сила фильма кроется в напряжённости отношений между главными персонажами, которые борются за власть, одновременно пытаясь избежать угроз со стороны боссов мафии и швейной отрасли». По мнению Стаффорда, хотя фильм получился «не столь бескомпромиссным, как предполагалось изначально, всё равно это мощная и напряжённая мелодрама с сильной операторской работой Джозефа Ф. Байрока, эмоциональной музыкой Лита Стивенса, а также сильной игрой Кобба, Буна и Лоджии».
Крейг Батлер полагает, что фильм «не вполне ухватывает правильный подход, чтобы стать превосходным фильмом нуар». По его мнению, «если бы Олдричу разрешили остаться и закончить картину, которую он начал (и большую часть которой поставил), результат был бы более целостным, чем тот который получился после вступления Шермана». В итоге «фильм в целом бьёт мимо чаще, чем попадает в цель, однако актёры бьют точно в цель постоянно». По мнению Гленна Эриксона, это «хороший триллер», который занимает место «где-то посередине между энергичными фильмами нуар Фила Карлсона и не столь значимыми, дешёвыми разоблачительными фильмами студии, такими как „Разоблачение в Майами“ (1956), „Внутри Детройта“ (1956) и „Хьюстонская история“ (1956), которые были поставлены по сценариям Роберта Е. Кента». Однако, как полагает Эриксон, «в конце концов, фильм оказывается столь же беззубым, как и любой другой голливудский фильм 1950-х годов на проблемную социальную тематику. Фильм твёрдо стоит на стороне профсоюзов, но не признаёт, что за борьбой с профсоюзами стоит организованная преступность». По мнению критика, «самая большая слабость картины состоит в том, что зритель должен поверить в то, что Уолтер, с одной стороны, одобряет жёсткие силовые методы Рэвиджа, а с другой стороны, его шокирует, когда он узнаёт, что от этого кто-то испытывает боль, а кого-то и убивают. Если судить по финалу фильма, то проблема труда в Америке будет решена, когда криминальный террор станет меньше прибегать к убийствам».

### Тема фильма. Сравнение с фильмом «В порту»
Как отметил Шварц, «эту про-профсоюзную картину можно рассматривать как ответ фильму „В порту“ (1954), который однако стоял на анти-профсоюзных позициях (при этом, оба фильма сделала Columbia)». Батлер назвал картину «чем-то вроде ответа превосходящему его фильму „В порту“». По мнению критика, хотя показанные в фильме «отношения, может быть, не понятны значительной части современной аудитории, но на момент выпуска картины это было очень остро и актуально». Как пишет Стаффорд, этот «фильм 1957 года был задуман как жёсткое и непоколебимое разоблачение коррупции в Швейном квартале Нью-Йорка в духе „В порту“ (1954)». Он предпринял «попытку показать неустойчивые и беспокойные отношения активистов и членов профсоюза с владельцами компаний в швейной промышленности. Он также был предназначен показать, как преступники и нанятые бандиты использовались крупным бизнесом для запугивания и терроризирования и даже убийства любых потенциальных возмутителей спокойствия из профсоюзов». Гленн Эриксон пишет, что «фильм очень старается быть крутой историей о мафии, которая громит профсоюзы в нью-йоркской швейной промышленности», пытаясь «стать текстильным эквивалентом классической картины Элии Казана „В порту“ о профсоюзе докеров, которая вышла тремя годами ранее». Однако, по словам критика, «фильм рассматривает трудовые вопросы почти так же просто, как и классический немецкий фильм „Метрополис“ (1927): боссов мира просто надо просветить, чтобы они стали воспринимать своих сотрудников как партнёров, а не как врагов».

### Оценка работы режиссёра и творческой группы
Крейг Батлер обращает внимание на «искренний и серьёзный сценарий Гарри Клейнера», которому однако «не хватает достаточной глубины», и это не позволяет «Текстильным джунглям» достичь славы «В порту». Кроме того, критик отмечает «нуаровый визуальный ряд фильма с передающими тревожное настроение экспрессионистскими ракурсами и освещением».
Гленн Эриксон отмечает, что «сценарий продюсера Гарри Клейнера не стесняется отображения жёстких методов, которые используются для запугивания работников швейного профсоюза, но избегает реальных проблем, целенаправленно указывая на вину очевидных плохих парней». Эриксон также указывает на то, что «когда смотришь фильм, трудно поверить в то, что значительная его часть снималась в Нью-Йорке. Вы видим несколько ночных уличных сцен, но большая часть фильма протекает в дешёвых интерьерных декорациях, таких, как клаустрофобная швейная компания Митчелла. Постановка света не вдохновляет, но Олдрич вкладывает значительную угрозу в сцены насилия. Человек гибнет в падающем лифте, а другого зарезают ножом в переулке».

### Оценка актёрской игры
По мнению Батлера, у фильма «отличный актёрский состав — за вопиющим исключением в лице молодцеватого Кервина Мэтьюза, который слишком легковесен» и просто не соответствует уровню ключевой роли в этой картине. Ничего подобного нельзя сказать о Коббе, который «выдаёт ещё одну из своих мощных, захватывающих работ», а также о «Ричарде Буне, который превращает своего бандита в кошмар для каждого порядочного человека. Похвалы также заслуживают Роберт Лоджиа и Джиа Скала в роли рабочей семейной пары, оба по-настоящему пышут пламенем и жизнью в своих ролях».
С другой стороны, по мнению Гленна Эриксона, «это определённо одна из лучших картин Кервина Мэтьюза, а у Кобба есть сложности с ролью, так как он должен выглядеть одновременно и блестящим бизнесменом, и довольно глупым человеком». Что касается Валери Френч, то ей, по словам Эриксона, «достаётся неблагодарная роль подружки Кобба — возникает вопрос, не была роль добавлена в те девять дней пересъёмок с целью сделать Уолтера более человечным». Как далее пишет Эриксон, «большим сюрпризом стала Джиа Скала, „открытие“ студии Universal, более всего известная по фильму „Пушки острова Наварон“ (1961). Скала здесь значительно оживлённее и тёплее, чем в таких картинах, как „Туннель любви“ (1958). Вместе с талантливым Робертом Лоджией она составляет отличную итало-американскую рабочую пару, сравнимую с парой из антикапиталистического рабочего фильма „Христос в бетоне“ (1949)». Вообще, по мнению киноведа, «самые интересные роли достались профсоюзным активистам Роберту Лоджии и Джозефу Уайзмену — один мученик, а второй трясётся от страха». Что же касается «отвратительного Арти Рэвиджа в исполнении Ричарда Буна, то он слишком очевиден». Со своей стороны, Майкл Кини выделяет Буна, который «играет зловещего и безжалостного погромщика профсоюзов», а также Лоджию, который «хорош в роли преданного делу профсоюзного активиста».